# Vékény
Vékény község Baranya vármegyében, a Komlói járásban.

## Fekvése
Baranya vármegyében, Komlótól északkeletre, Szászvár és Kárász közt fekvő település. A környező városok, nagyobb települések közül Pécs, Komló és Szászvár felől is a 6541-es úton érhető el.

## Története
Vékény és környéke már az őskorban lakott hely volt, később a rómaiak is megtelepedtek itt. Ezt támasztja alá a környéken talált sok kőkori és római korból származó lelet, épületmaradvány is.
A honfoglalás szlávokat talált itt, akik később beolvadtak a magyarságba. Emléküket a falu fennmaradt dűlőnevei máig őrzik: Ilyen a Szászvár és Vékény határán  húzódó Szapuka és Szalósa dűlő. A Vaszar-fé név pedig valószínűleg a szlovén vozar foglalkozásnévből ered, melynek jelentése szekeres, fuvaros.
A falu az államalapítás korában, I. István király idején királyi birtok volt. Lakói famunkások voltak.
Vékényt II. András király Bertalan pécsi püspöknek adományozta.
A település nevét az oklevelek 1455-ben Welken néven említették, nevét a Velek személynévből származtatják.
A török időkben a falu a szomszédos és környékbeli településekkel együtt elpusztult, azonban később újranépesült.
A 20. századig a falu határában barna- és feketeszenet is bányásztak, a bányászat nyomai a környékbeli erdőkben máig láthatók.
A falu melletti dombokon szőlőművelés folyik, hangulatos, a 19. század közepén épült pincesora érdekességnek számít, valamint máig működő vízimalma is.
A falu környéki erdőkben szelídgesztenyés és a kora tavasz jellegzetes hírnöke a téltemető is nagy számban található a környéken.
A 20. század elején Baranya vármegye Hegyháti járásához tartozott.

## Közélete

### Polgármesterei
- 1990–1994: Gyenis István (független)[3]
- 1994–1998: Endrődi Tibor (MSZP-SZDSZ-Munkáspárt)[4]
- 1998–2002: Endrődi Tibor (MSZP)[5]
- 2002–2006: Endrődi Tibor (független)[6]
- 2006–2010: Endrődi Tibor (független)[7]
- 2010–2014: Endrődi Tibor (független)[8]
- 2014–2019: Endrődi Tibor (független)[9]
- 2019–2024: Endrődi Tibor (független)[10]
- 2024– : Siska Zoltán (független)[1]

## Népesség
A település népességének változása:
| Lakosok száma | 136  | 141  | 139  | 131  | 112  | 131  | 133  | 138  |
|               | 2013 | 2014 | 2015 | 2019 | 2021 | 2022 | 2023 | 2024 |

A 2011-es népszámlálás során a lakosok 85,9%-a magyarnak, 4,4% cigánynak, 1,5% németnek mondta magát (14,1% nem nyilatkozott; a kettős identitások miatt a végösszeg nagyobb lehet 100%-nál). A vallási megoszlás a következő volt: római katolikus 61,5%, református 0,7%, evangélikus 0,7%, felekezeten kívüli 10,4% (25,2% nem nyilatkozott).
2022-ben a lakosság 90,1%-a vallotta magát magyarnak, 9,2% cigánynak, 1,5% németnek, 0,8% bolgárnak, 0,8% egyéb, nem hazai nemzetiségűnek (6,9% nem nyilatkozott; a kettős identitások miatt a végösszeg nagyobb lehet 100%-nál). Vallásuk szerint 28,2% volt római katolikus, 0,8% evangélikus, 0,8% görög katolikus, 1,5% egyéb katolikus, 12,2% felekezeten kívüli (55,7% nem válaszolt).

## Nevezetességei

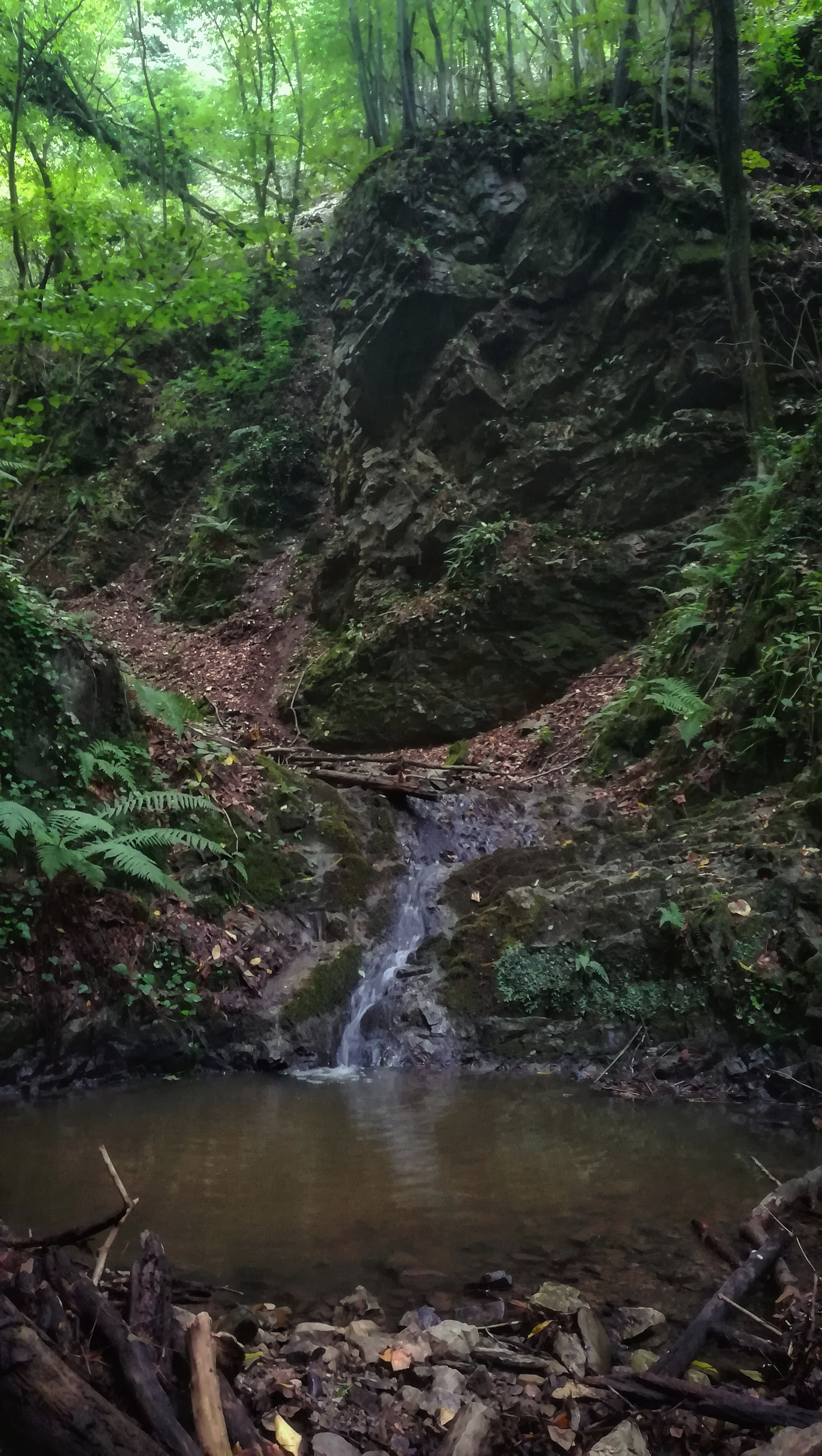
A vadregényes Csepegő-árok

### Természeti látnivalók
- Csepegő-árok: festői, vadregényes szurdokvölgy a Kelet-Mecsekben.
- Zsidó-pokol

### Egyéb látnivalók
- Harangláb
- Vízimalom: 1790-ben épült.
- Pincesor